# Czarnostopka korzonkowa
Czarnostopka korzonkowa, żagiew korzonkowa (Picipes rhizophilus (Pat.) J.L. Zhou & B.K. Cui) – gatunek grzybów należący do rodziny żagwiowatych (Polyporaceae).

## Systematyka i nazewnictwo
Pozycja w klasyfikacji według Index Fungorum: Picipes, Polyporaceae, Polyporales, Incertae sedis, Agaricomycetes, Agaricomycotina, Basidiomycota, Fungi.
Po raz pierwszy takson ten opisał w 1894 r. Narcisse Théophile Patouillard jako Polyporus rhizophilus. Obecną, uznaną przez Index Fungorum nazwę, nadali mu J.L. Zhou i B.K. Cui w 2016 roku.
Synonimy naukowe:
- Cerioporus rhizophilus (Pat.) Zmitr. & Kovalenko 2016
- Polyporus cryptopus Ellis & Barthol. 1896
- Polyporus rhizophilus Pat. 1894
- Scutiger cryptopus (Ellis & Barthol.) Murrill 1903[2].

W 1967 r. Stanisław Domański nadał mu polską nazwę żagiew korzonkowa. Po przeniesieniu do rodzaju Picipes stała się niespójna z nazwą naukową. W 2021 r. Komisja ds. Polskiego Nazewnictwa Grzybów przy Polskim Towarzystwie Mykologicznym zarekomendowała nazwę czarnosopka korzonkowa.

## Morfologia
Kapelusz
Średnica 0,5–2,2 cm, kształt wypukły. Powierzchnia pomarszczona, szaropomarańczowa do szarobrązowej. Brzeg ostry, cały.
Hymenofor
Grzyb poliporoidalny. Pory o takiej samej barwie jak trzon, kanciaste, w liczbie 1–3 na mm, rurki tej samej barwy.
Trzon
Centralny, cylindryczny o długości do 1,5 cm i średnicy do 4 mm, pomarszczony, szaropomarańczowy do jasnopomarańczowego, rzadko z błonką przy podstawie.
Miąższ
Miękki korkowaty, kruchy, biały do jasnopomarańczowego.
Cechy mikroskopowe
System strzępkowy dimityczny ze strzępkami generatywnymi i strzępkami łącznikowymi w tramie, monomityczny do dimitycznego w kontekście. Strzępki generatywne w kontekście o średnicy 2,5–6 µm, cienkościenne, szkliste, ze sprzążkami. Strzępki łącznikowe w kontekście przeważnie lite, rozgałęzione, splecione, szkliste, o średnicy 2–5 µm, często nieliczne, pozbawione obszarów brzeżnych. Strzępki generatywne w tramie o średnicy 2–4 µm, cienkościenne, szkliste, ze sprzążkami. Strzępki łącznikowe w tramie grubościenne do litych, często rozgałęzione, splątane, szkliste, o szerokości 1-3 µm, dekstrynoidalne lub niedekstrynoidalne. Skórka na trzonie złożona ze strzępek z maczugowatymi końcówkami. Strzępki te nie są zlepione i są łatwe do rozluźnienia. Podstawki maczugowate, 25–32,5 × 5–7 µm, z bazalną sprzążką, 4-sterygmowe. Bazydiospory cylindryczne do wrzecionowatych, szkliste, niedekstrynoidoalne, 7–11 × 2,5–4 μm, L = 9,14 μm.

## Występowanie i siedlisko
Znane jest występowanie czarnostopki korzonkowej w Ameryce Północnej i Europie. Wszędzie jest gatunkiem rzadkim. W Polsce podano 3 jego stanowiska. W Czerwona lista roślin i grzybów Polski ma kategorię zagrożenia E – gatunek wymierający, którego przeżycie jest mało prawdopodobne, jeśli nadal będą działać czynniki zagrożenia. W latach 1995–2004 był objęty ochroną częściową, a od roku 2014 – ochroną ścisłą bez możliwości zastosowania wyłączeń spod ochrony uzasadnionych względami gospodarki rolnej, leśnej lub rybackiej. Gatunek znajduje się na czerwonych listach w Austrii, Bułgarii, Czechach, Francji, Niemczech, Polsce, Rosji, Słowacji i Szwajcarii. Jest zagrożony utratą i zmianą siedlisk. Liczbę osobników dojrzałych szacuje się na 2500-5000, a subpopulacje są bardzo małe.
Stwierdzono występowanie na następujących roślinach: Andropogon, Bothriochloa, Bromus riparius, Chrysopogon, cynodon, Elytrigia, kostrzewa, Lasiagrostis, ostnica, palusznik, perz, strzępnica, trzcinnik i wiechlina. Jego sposób odżywiania jest niejasny, zakłada się pasożytnictwo lub rodzaj mykoryzy, ale może też żyć wyłącznie jako saprotrof. Owocniki rosną w połączeniu z pochewkami martwych liści traw., jednak luźne siatki strzępkowe otaczają żywe korzenie traw. Zawsze zamieszkuje gleby wyraźnie suche i przeważnie piaszczyste.